# بي في جوبالان
بي في جوبالان (1911 - 1998) هو موظف هدني شغل عدة مناصب في حكومة زامبيا وحكومة الهند. ولد في عائلة تاميلية محافظة، في ثولاسندربورام في الهند البريطانية. أثناء عمله كمدير للتدابير الإغاثية واللاجئين في زامبيا، أشرف على نزوح اللاجئين من روديسيا الجنوبية خلال حرب الغابات الروديسية. بعد ذلك، عمل مستشارًا للرئيس الأول لزامبيا، كينيث كاوندا، كما شغل منصب أمين مشترك في حكومة الهند في الستينيات. كان عضوًا في خدمة الأمانة الإمبراطورية ولاحقًا موظفًا في خدمة الأمانة المركزية. وكان جدًا لأم لنائبة رئيس الولايات المتحدة الـ49، كامالا هاريس.

## المهنة
انضم إلى خدمة الأمانة الإمبراطورية خلال فترة الحكم البريطاني في الهند، والتي اندمجت لاحقًا في خدمة الأمانة المركزية. كما شغل منصب وكيل مساعد في حكومة الهند في وزارة النقل (جناح الطرق). وفي الخمسينيات، تم تعيينه كضابط تجاري كبير في مومباي. كما عمل على إعادة تأهيل اللاجئين من باكستان الشرقية في الهند. وبفضل ترقيته في المناصب، حيث تم اختياره لاحقًا وشغل منصب أمين مشترك في حكومة الهند في وزارة العمل والتوظيف وإعادة التأهيل.
في 28 يناير 1966، تم انتقل إلى حكومة زامبيا وعاش في لوساكا كمدير للتدابير الإغاثية واللاجئين خلال حرب الاستقلال الزيمبابوية، للمساعدة في إدارة تدفق اللاجئين من روديسيا الجنوبية. وأثناء وجوده في لوساكا في الستينيات، كما هو موثق في وثيقة عامة للأراضي بتاريخ 9 مارس 1967، كان جوبالان وعائلته يقيمون في 16 شارع الاستقلال. تم تعيينه في درجة الاختيار في خدمة الأمانة المركزية اعتبارًا من 1 مايو 1966، وانتهت مهمته في زامبيا اعتبارًا من 24 يوليو 1969، ليعود إلى دوره السابق في إدارة إعادة التأهيل. حيث تقاعد من الخدمة الحكومية اعتبارًا من 2 أكتوبر 1969.

## حياته العملية
تزوج من راجام جوبالان، التي كانت مخطوبة له في سن الثانية عشرة وبدأت العيش معه في سن السادسة عشرة. استقرا في كارول باغ في منطقة وسط دلهي وأيضًا في مناطق أخرى في نيو دلهي. كان لديه أربعة أطفال. شيامالا، التي حصلت على درجة الدكتوراه في علم الغدد الصماء من جامعة كاليفورنيا في بركلي، وواصلت مسيرة أكاديمية وبحثية في الولايات المتحدة وكندا؛ بالا تشاندرا، الذي حصل على درجة الدكتوراه في الاقتصاد وعلوم الكمبيوتر من جامعة ويسكونسن–ماديسون وعاد إلى مسيرة أكاديمية في الهند؛ سارالا، وهي طبيبة نساء وولادة كانت تعمل في تشيناي ، ماهالاكشمي، وهي عالمة معلومات عملت في حكومة أونتاريو بكندا. كان جوبالان جدًا لكل من المحامية مايا هاريس، ونائبة الرئيس الأمريكي كامالا هاريس، والأكاديمية شارادا بالاتشاندرا أوريهويلا. فيما بعد، اشترى شقة في بيسانت ناجار وعاش في تشيناي حتى وفاته.

## قيل عنه
قالت كامالا هاريس إنها تأثرت بشدة بآرائه السياسية التقدمية حول الديمقراطية وحقوق المرأة، خاصة حقهن في التعليم.